# Melese erythrastis
Melese erythrastis là một loài bướm đêm thuộc phân họ Arctiinae, họ Erebidae.